# Gerald Asamoah
Gerald Asamoah (Mampong, 3 de Outubro de 1978) é um ex-futebolista ganês, naturalizado alemão. Atualmente encontra-se aposentado, vivendo na Baviera alemã com sua família.

## Carreira

### Clubes
Imigrou para a Alemanha em 1990 e naturalizou-se alemão. Defendeu o Hannover 96 até 1999, quando se transferiu para o o FC Schalke 04 onde ficou até 2010. Após uma temporada bem-sucedido na Bundesliga de 2001, 

### Seleção Alemã
Embora normalmente referido como primeiro negro da história da seleção Alemã, Asamoah na realidade foi antecedido ainda na década de 1970 por Erwin Kostedde.
Asamoah sofre de uma condição cardíaca que lhe causa arritmias, e era obrigado a usar um desfibrilador sempre que jogava.